# Inhacorá
Inhacorá is een gemeente in de Braziliaanse deelstaat Rio Grande do Sul. De gemeente telt 2.341 inwoners (schatting 2009).

## Aangrenzende gemeenten
De gemeente grenst aan Alegria, Catuípe, Chiapetta, Independência en São Valério do Sul.